# 阿尔滕霍夫
阿尔滕霍夫（德語：Altenhof）是德国梅克伦堡-前波美拉尼亚州的市镇，隶属于梅克伦堡湖区县。总面积为16.58平方千米，截至2023年12月31日总人口为346人。